# Ruditapes
Ruditapes è un genere di molluschi bivalvi della famiglia Veneridae.
Le specie di questo genere sono conosciute in Italia col nome di "vongole veraci", seppur una specie proviene dalle Filippine.

## Specie
Il genere presenta le seguenti specie:
- Ruditapes bruguieri (Hanley, 1845)
- Ruditapes decussatus (Linnaeus, 1758)
- Ruditapes philippinarum (A. Adams & Reeve, 1850)